# Pensiero magico
Il pensiero magico costituisce un tipo di processo mentale in cui le associazioni tra un soggetto e un oggetto non rispondono ad una relazione di causa-effetto come nella logica deduttiva, ma risultano collegati tra loro per somiglianza, simpatia, oppure contiguità in quanto parti di un tutto.

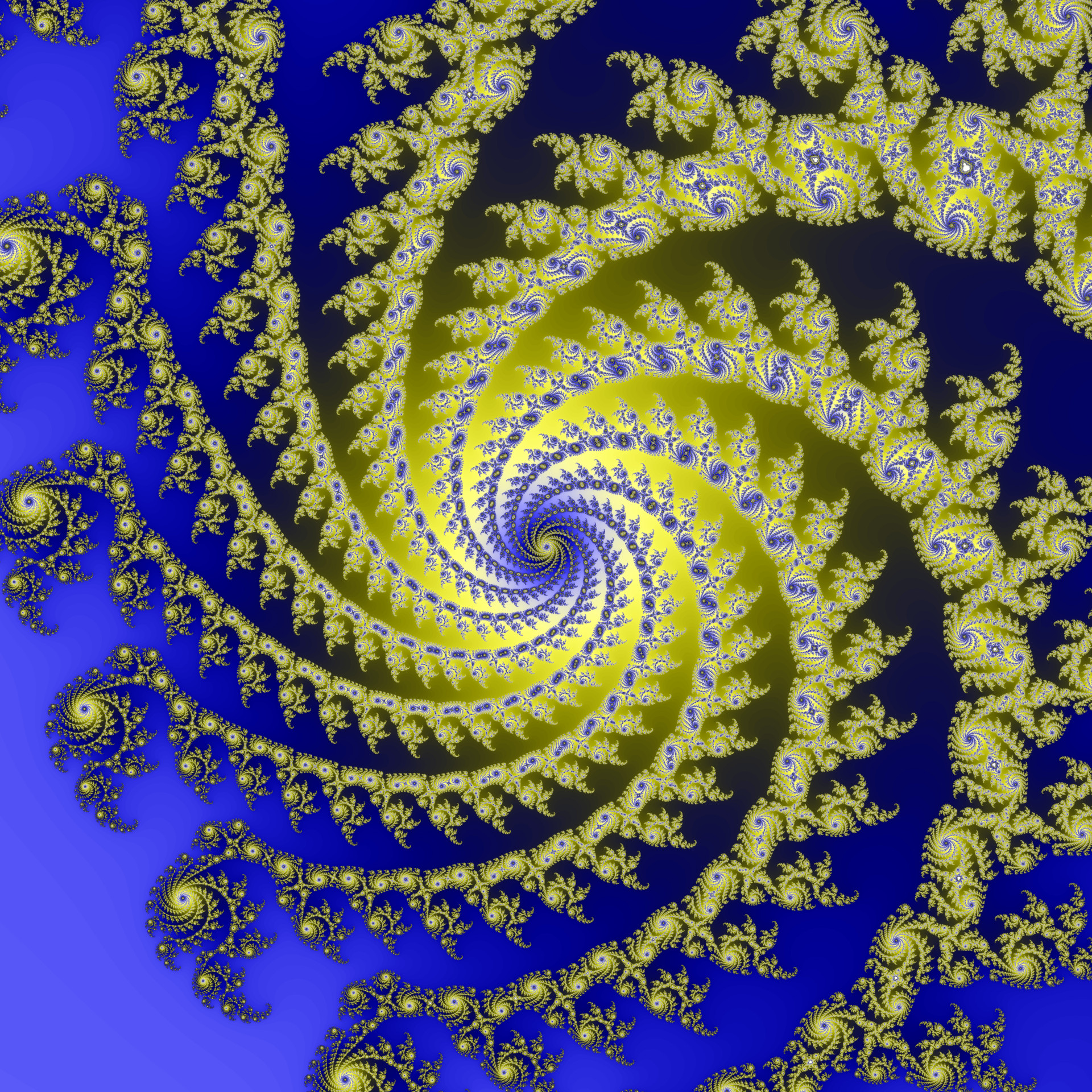
Una spirale il cui significato sin nella magia primitiva rimanda all'analogia tra macrocosmo e microcosmo, in accordo con la cosmologia frattale.

## Il pensiero magico nell'età moderna

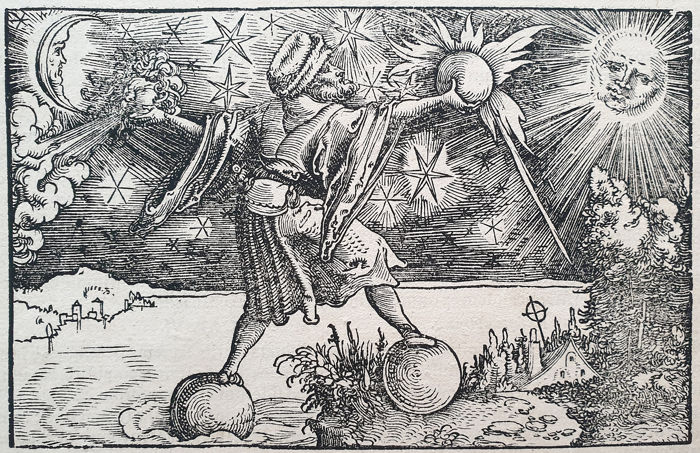
Frontespizio da un'edizione della Naturalis historia di Plinio il Vecchio (1582).

Il tentativo di spiegare o giustificare non tanto la magia in sé, ma la convinzione di poter influenzare magicamente la realtà secondo i pensieri e i desideri personali, tipica dell'antichità, ha dato luogo a partire dal XIX secolo a diverse teorie in campo etnologico, antropologico e psicologico.

### Magia per simpatia
Studiosi come James George Frazer e Bronisław Malinowski furono tra i primi a studiare le dinamiche e le implicazioni del pensiero magico soprattutto in quelle società in cui le credenze nel soprannaturale si strutturavano profondamente nel tessuto sociale. Secondo l'opera di Frazer (1854-1941), Il ramo d'oro, alla magia vengono attribuite relazioni causali di tipo meccanico proprie anche della scienza, ma a differenza di quest'ultima il magico si baserebbe su un'errata individuazione delle cause, attribuendo alla realtà oggettiva dei legami associativi che apparterrebbero esclusivamente alla mente umana, ovvero:
- l'associazione per somiglianza, fondamento della magia simpatica oppure omeopatica, per cui il simile agisce sul simile;
- l'associazione per contiguità, fondamento della magia contagiosa, per cui due oggetti rimasti a lungo in contatto continuano a interagire anche a distanza.[5]

### Magia per associazione
Molto vicino alle teorie di Frazer è l'antropologo Edward Burnett Tylor (1832-1917), che fa del «pensiero associativo» la caratteristica principale di quello magico e pre-razionale ancora osservato nelle culture tribali. Egli portava come esempio la testimonianza di Edward Evan Evans-Pritchard (1902-1973) circa la tribù africana degli Azande, che sono soliti strofinare denti di coccodrillo sui banani per renderli fertili: questo perché il dente del coccodrillo è curvo come le banane, e tende a ricrescere una volta caduto dalla bocca del rettile. Sulla base di questa somiglianza gli Azande intendevano trasferire tale capacità rigenerativa alle banane, tramite lo strofinamento del dente sulla pianta.

### Magismo come partecipazione

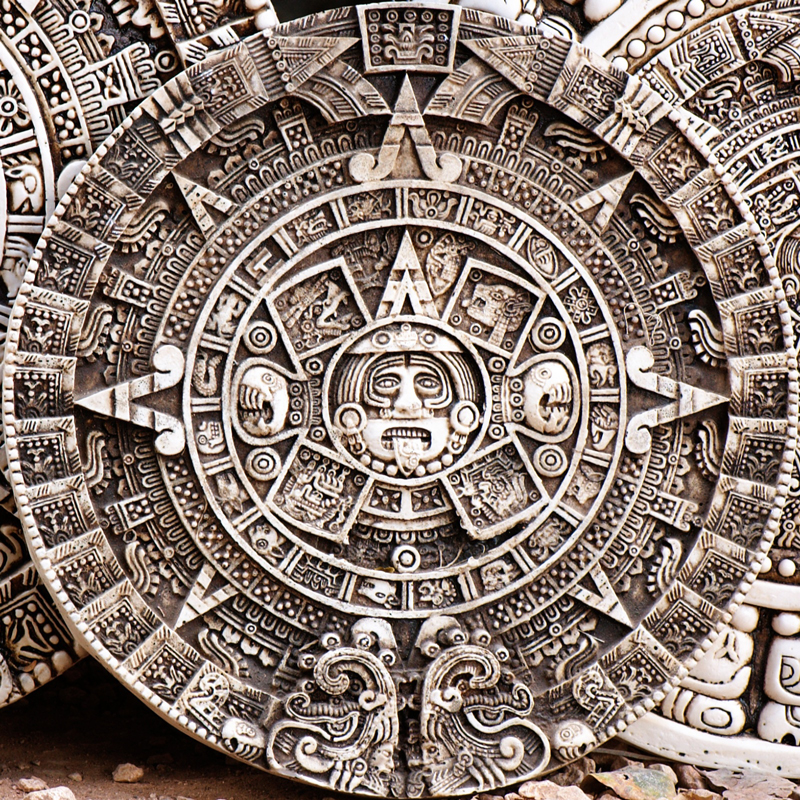
Riproduzione di un manufatto ispirato alla cosmologia azteca della pietra del sole.

Secondo Lucien Lévy-Bruhl (1857-1939) la magia sarebbe una forma di pensiero primitivo e pre-logico, basata sulla «legge di partecipazione», che differisce dalla mentalità moderna dell'uomo occidentale, le cui rappresentazioni sono invece dominate dal principio dell'identità personale, rigorosamente distinta dalle altre individualità e dal mondo fisico. Il pensiero magico dei primitivi, al contrario, sarebbe caratterizzato da una costante partecipazione collettiva con l'universo, stabilendo legami di affinità tra i fenomeni, o di equivalenza tra un simbolo e l'oggetto a cui si riferisce.
Più recentemente anche Ernesto de Martino (1908-1965) ne Il mondo magico, in cui pone l'accento sui fenomeni spersonalizzanti delle pratiche sciamaniche, sottolinea come tali legami di affinità siano da intendere non quali semplici rimandi simbolici e astratti, ma come una vera e propria uguaglianza, per cui agire ad esempio su una fotografia raffigurante una persona significa agire sulla persona stessa.

### Magia e scienza
Bronisław Malinowski (1884-1942) polemizzò tuttavia con la concezione pre-logica di Levi-Bruhl, portando l'esempio degli aborigeni della Melanesia che dispongono di valide conoscenze tecniche e razionali da loro applicate nell'agricoltura, nella pesca, nella costruzione di canoe, e che pure fanno ampio ricorso alla magia, non perché questa sostituisca il lavoro o la scienza, ma per prevenire gli eventi avversi o incontrollabili, per dominare il caso e ristabilire la fiducia psichica in se stessi.
Secondo la tesi di Malinowski, in definitiva, il magismo e la scienza appartengono a due ambiti ben distinti, sebbene in rapporto tra loro.

### Magia e religione
Mentre Frazer aveva ritenuto la religione un modo per conciliarsi le potenze superiori che sovrintendono agli eventi del mondo, lasciando intendere che la magia fosse all'opposto un tentativo di sottomettere queste potenze al proprio volere, Marcel Mauss (1872-1950) contestò questa differenziazione, sostenendo anzi che il rito religioso intende spesso vincolare la divinità, e che i riti magici prevedono anche l'intervento di esseri soprannaturali ma in maniera non necessariamente costrittiva.

### Magia e cultura
Claude Lévi-Strauss (1908-2009) evidenziò invece gli effetti non solo psichici ma anche somatici del pensiero magico, in grado di incidere sul sistema nervoso simpatico. Egli si ricollega a un racconto di Franz Boas in cui i casi di guarigione operati da uno sciamano di nome Quesalid dimostrano, secondo l'antropologo francese, l'importanza delle credenze culturali sia dello stregone, sia del paziente, sia della collettività in cui costoro sono inseriti, la quale partecipa all'esperimento magico condividendone il significato e la speranza di riuscita. In tal senso la magia assume per Levi-Strauss la stessa valenza che in medicina viene attribuita all'effetto placebo.

### Magia come manipolazione delmana

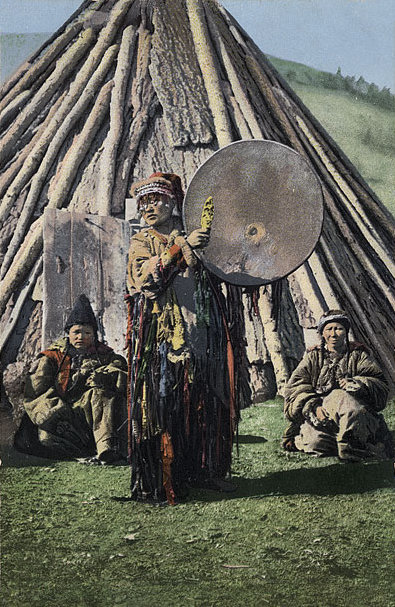
Rituale sciamanico nella tribù Chakassi all'epoca dell'Impero Russo (1908)

All'antropologo inglese Alfred Reginald Radcliffe-Brown si deve la prima disamina seria del concetto di manas, utilizzato per la prima volta dall'etnologo Robert Codrington. Il mana, nel magismo, è ritenuto una forza non individualizzata che permea ogni aspetto della realtà, essendo insita:
- nell'atto rituale magico vero e proprio;
- nel soggetto che lo compie, impersonato dallo sciamano;
- nel contesto sociale di quanti vi assistono;
- nell'ambiente naturale in cui viene svolto il rito.

### Magia come onnipotenza del pensiero
La natura della magia è stata studiata anche dal punto di vista psicologico. Basandosi sulle teorie evoluzioniste del Frazer, studiosi come Wilhelm Wundt, Gerardus van der Leeuw e soprattutto Sigmund Freud accostarono il pensiero magico dell'uomo primitivo a quello del bambino, il quale ritiene che la realtà sia influenzabile secondo i suoi pensieri ed i suoi desideri.
Freud (1856-1939) in particolare definì la magia come «onnipotenza del pensiero»: questa caratteristica, che sarebbe comune non solo ai popoli animisti e ai bambini, ma anche ai nevrotici adulti, porterebbe a dare importanza solo a quel che viene intensamente ed emotivamente pensato, indipendentemente da una realtà esterna. Successivi studi psicanalitici, etnografici e antropologici ritennero tuttavia superata una concezione per cui i primitivi crederebbero di poter modificare il mondo per lo meno con la sola potenza del pensiero.

### Pensiero magico archetipico
Secondo Carl Gustav Jung (1875-1961), inoltre, la visione del mondo che l'adulto giudica reale, in contrapposizione a quella magica, si basa pur sempre su un'ipotesi che non è necessariamente la più valida in assoluto. Con la sua psicologia analitica pertanto egli intese fornire piuttosto uno strumento o una chiave di interpretazione delle visioni del mondo (Weltanschauung) diverse da quella strettamente razionale.
Jung limitò l'importanza conoscitiva del nesso di causa-effetto, rivalutando invece quel tipo di connessione atemporale di eventi, sperimentabile nell'ottica dell'esperienza psicologica dell'anima, da lui denominata «sincronicità». In base a questo principio, due fenomeni accaduti in contemporanea anche a distanza possono risultare legati indirettamente tra loro non perché l'uno influisca materialmente sull'altro, ma in quanto appartenenti a un medesimo archetipo o contenuto significativo.
Tra gli archetipi numinosi che permeano in profondità l'inconscio collettivo della psiche umana, Jung annovera la figura immaginifica del mago-stregone che ricorre anche nell'epoca contemporanea nelle sembianze dell'uomo di scienza o del tecnico esperto.

### Magismo come pensiero primitivo
Ancora secondo la psicologia dello sviluppo di Jean Piaget (1896-1980), il magismo sarebbe una forma arcaica di pensiero, tipico della fase magico-animistica attraversata dal bambino nella fascia di età dai due ai cinque anni, detta dell'«egocentrismo». In seguito si attraverserebbero altre tappe, l'ultima delle quali consiste nell'acquisizione delle capacità cognitive proprie della logica ipotetica-deduttiva.
Il pensiero magico dunque per Piaget scomparirebbe del tutto nella persona adulta, venendo sostituito da un approccio più razionale e concreto alla realtà. Questa concezione ha portato a identificare la logica come la forma di pensiero più elevata, come se la razionalità ipotetico-deduttiva propria dello scienziato fosse quella più idonea a definire la natura del pensiero umano.
Più recentemente sono state tuttavia evidenziate numerose situazioni della vita adulta quotidiana in cui si ricorre spesso alle forme del pensiero cosiddetto magico, o almeno quasi-magico, che non rientrano nei canoni della razionalità logica.
È stato in particolare evidenziato come il pensiero magico, seppure prevalente nell'età infantile, continua a persistere nella psiche adulta assolvendo a tre principali funzioni, ovvero difensiva, propiziatoria e conoscitiva.
La compresenza delle due forme di pensiero nell'uomo, magico-intuitivo da un lato e logico-verbale dall'altro, corrisponde peraltro alla differenziazione neuro-fisiologica del cervello nei due emisferi destro e sinistro.
(Aa.Vv., Psicopatologia, cultura e pensiero magico, a cura di Goffredo Bartocci, Liguori, 1990, dalla quarta di copertina)

## Magia ed esoterismo

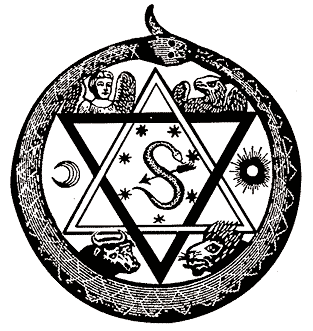
Simbolismo della corrispondenza tra macrocosmo e microcosmo.

In ambito esoterico, un aspetto rilevante del pensiero magico può essere ricondotta al motto ermetico «come in alto così in basso», per il quale esiste un collegamento di tipo analogico tra piani verticali della realtà, che consente di accomunare concetti diversi tra loro, quali pianeti, metalli, colori, animali, parti anatomiche del corpo umano, secondo la loro appartenenza a un medesimo archetipo spirituale. È quanto avviene principalmente in astrologia, dove elementi apparentemente avulsi tra loro come ad esempio il leone, l'oro, il cuore, il rosso ecc. rientrano nell'archetipo planetario del Sole.
Per Julius Evola (1898-1974), seguace di un orientamento esoterico di tipo tradizionale, la magia intesa come attitudine superiore, e non come scienza operativa sui generis, diventa una forma di conoscenza iniziatica, che comporta la trasformazione interiore di chi la pratica. La vera magia è cioè per Evola un modo di tradurre in prassi realizzativa i dettami della filosofia idealistica, per la quale l'Io è chiamato a «porre se stesso» attuando la propria potenza creatrice.
La concezione evoliana di questo «idealismo magico» fu delineata in alcuni saggi, raccolti insieme a quelli di altri esponenti del cosiddetto gruppo di Ur, nell'opera intitolata appunto Introduzione alla Magia quale scienza dell'Io, poi ristampata semplicemente come Introduzione alla magia.
L'esoterista Rudolf Steiner, fondatore dell'antroposofia, sottolinea invece come la struttura animica dell'uomo primitivo fosse molto diversa da quella attuale, e dunque non ha senso rifarsi allo studio antropologico delle società arcaiche per comprendere il modo di funzionare del pensiero umano, che a partire dall'età moderna si è completamente rinnovato. Anticamente infatti si sperimentava la dimensione magica sovrasensibile, in maniera adeguata per l'epoca, attraverso il sentimento e una religiosità ingenua che oggi potrebbe essere riprodotta solo nelle forme anacronistiche della medianità e dello spiritismo a prezzo di un ottenebramento della coscienza.